# UFC Fight Night: Barboza vs. Lee
UFC Fight Night: Barboza vs. Lee var en MMA-gala som arrangerades av Ultimate Fighting Championship och ägde rum 21 april 2018 i Atlantic City i USA. 

## Resultat
1. ↑  Catchweight 157 lbs.[2]